# Las Adjuntas, San José Iturbide
Las Adjuntas är en ort i Mexiko.   Den ligger i kommunen San José Iturbide och delstaten Guanajuato, i den centrala delen av landet, 220 km nordväst om huvudstaden Mexico City. Las Adjuntas ligger 2 053 meter över havet och antalet invånare är 831.
Terrängen runt Las Adjuntas är huvudsakligen platt, men åt sydväst är den kuperad. Runt Las Adjuntas är det ganska tätbefolkat, med 120 invånare per kvadratkilometer. Närmaste större samhälle är San José Iturbide, 7,2 km söder om Las Adjuntas. Trakten runt Las Adjuntas består till största delen av jordbruksmark.